# M/F Aarø
 Der er for få eller ingen kildehenvisninger i denne artikel, hvilket er et problem. Du kan hjælpe ved at angive troværdige kilder til de påstande, som fremføres i artiklen.

M/F Aarø er en dansk færge, der sejler overfarten Årø-Årøsund. Færgen blev indsat på overfarten 12. maj 1999 og afløste den gamle færge, med samme navn, fra 1926. Nybygningen kostede 20,9 millioner kroner, og samtidigt blev der bygget nyt færgeleje på Årø. Overfarten har, på årbasis, omkring 130.000 passagerer. Overfartstiden er på 5 minutter, og overfarten drives af Haderslev Kommune, der også ejer færgen. 
| Skib | Spire Denne artikel om skibe eller både er en spire som bør udbygges. Du er velkommen til at hjælpe Wikipedia ved at udvide den. |